# Бустренго
Бустренго или Бустренг (итал. Il bustrengo (o bustrèng)) — сладкий пирог в кухне Сан-Марино, а также итальянского региона Эмилия-Романья. Первоначально — рождественский десерт, однако сегодня употребляется в любое время года.
Бустренго обычно выпекается из смеси пшеничной муки, кукурузной муки и тёртых (панировочных) сухарей. Тесто для пирога готовят из получившейся смеси, а также яиц и молока. Для придания пирогу вкуса и аромата добавляют мёд (в наше время мёд нередко заменяют сахаром), оливковое масло и несколько видов сухих и свежих фруктов (обычно яблоки, изюм, цедру цитрусовых, инжир). Пирог бустренго не имеет отдельного слоя начинки, вместо этого все дополнительные ингредиенты перемешивают в неоднородную массу.
Традиционно, как в Италии, так и в Сан-Марино, пирог выпекался в преддверии Рождества в медной или латунной кастрюльке с крышкой, подвешенной над открытым огнём камина, причём сверху на крышку дополнительно клали взятые из камина горячие угольки.
Правильно приготовленный пирог бустренго имеет мягкую и влажную консистенцию. Вкус сладкий, с выраженными цитрусовыми нотками. При подаче пирог можно сервировать десертным соусом и шариком мороженого.